# Rinorea squamosa
Rinorea squamosa là một loài thực vật có hoa trong họ Hoa tím. Loài này được (Boivin ex Tul.) Baill. miêu tả khoa học đầu tiên năm 1886.